# Fayte

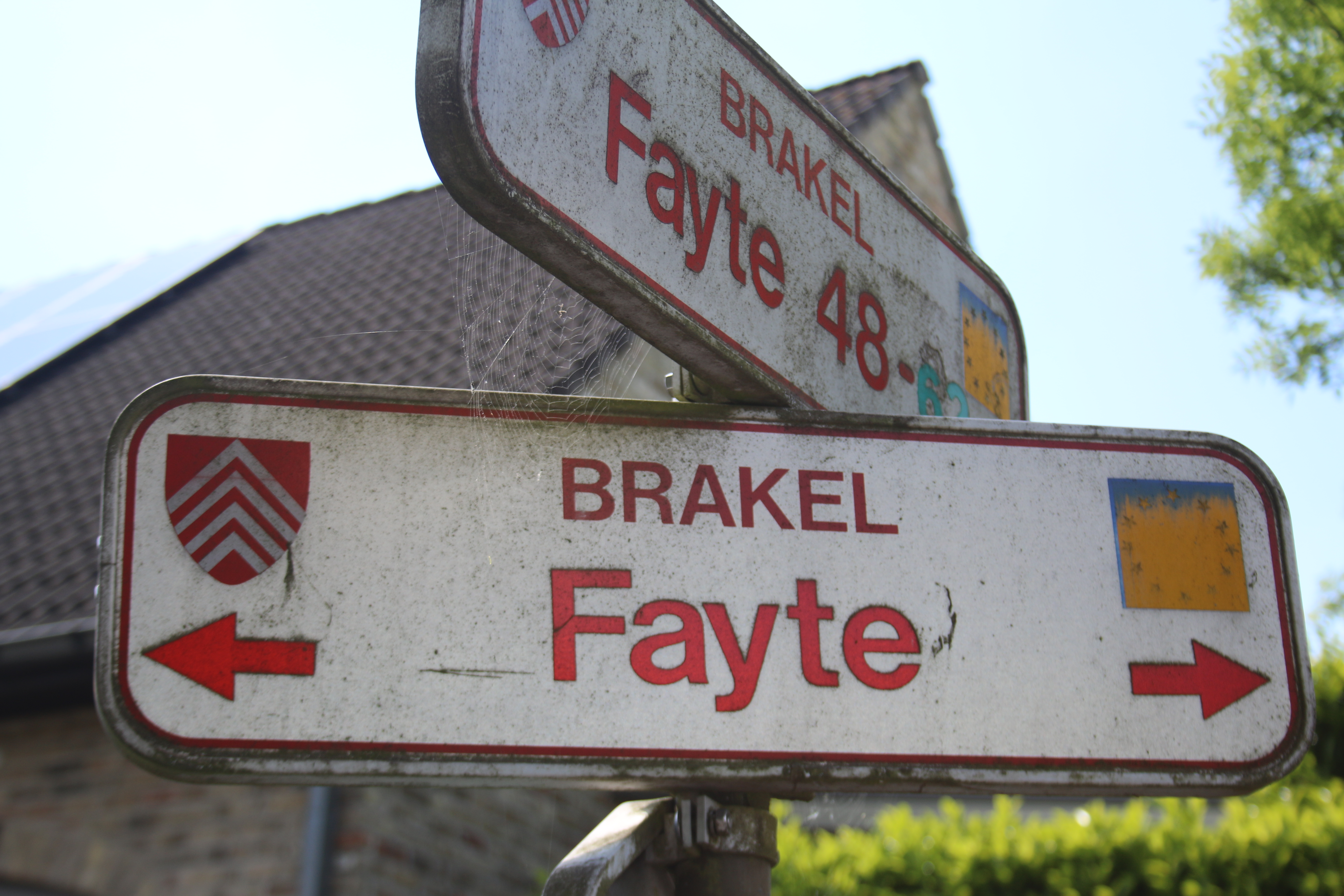

De Fayte is een straatnaam en een helling in de Vlaamse Ardennen gelegen tussen Brakel en Parike in de Belgische provincie Oost-Vlaanderen.
De Fayte loopt omhoog tegen de flank van de Parikeberg. Iets meer naar het zuidwesten beklimt de Tiep-Tiap dezelfde heuvelrug vanuit het zuiden.
De Fayte is tevens opgenomen in de recreatieve fietsroutes de LF Vlaanderenroute en LF Heuvelroute. De helling daarnaast opgenomen in de rode lus van de recreatieve fietsroute Ronde van Vlaanderenroute.